# Dudás Tibor (labdarúgó)
Dudás Tibor (Salgótarján, 1951. április 15. – 2019. február 14. vagy előtte) magyar labdarúgó, csatár.

## Pályafutása
1971 nyarán igazolt a Salgótarjáni Zománcipari Művekből a Kisterenyébe. Innen került 1973-ban a Salgótarjáni BTC-hez. Az 1973–74-es idényben lett élvonalbeli labdarúgó a Salgótarjáni BTC színeiben. 1976–77-ben a másodosztályú Eger SE játékosa volt. 1979–80-ban ismét az NB I-ben szerepelt a Tatabányai Bányász csapatában. 1980 és 1984 között az Ózdi Kohász labdarúgója volt egy kis megszakítást eltekintve, amikor a Diósgyőri VTK játékosa volt. 1984 és 1986 között a területi bajnokságban szereplő Borsodnádasd együttesében játszott. Az 1986–87-es idényben az NB II-es Ózdi Kohászban szerepelt, majd a Salgótarjáni Síküveggyár játékosa volt.

## Sikerei, díjai
Ózdi Kohász
- Magyar bajnokság – NB II
  - bajnok: 1980–81